# بيتر كولين (عالم)
بيتر كولين (بالإنجليزية: Peter Cullen)‏ هو عالم أسترالي، ولد في 18 مايو 1943 في ملبورن في أستراليا، وتوفي في 14 مارس 2008 في كانبرا في أستراليا.